# Aleksandr Wampiłow
Aleksandr Walentynowicz Wampiłow (ros. Александр Валентинович Вампилов; ur. 19 sierpnia 1937 w Czeremchowie, Rosyjska Federacyjna SRR, zm. 17 sierpnia 1972 w jeziorze Bajkał, Rosyjska Federacyjna SRR) – rosyjski dramaturg i prozaik. Autor sztuk teatralnych podejmujących problemy konformizmu i kompromisów moralnych.

## Życiorys
Urodził się 19 sierpnia 1937 roku, gdy jego rodzice przebywali w ośrodku administracyjnym Kutulik w regionie ałarskim w obwodzie irkuckim. Chociaż często za miejsce jego narodzin podaje się właśnie Kutulik, to w rzeczywistości urodził się w klinice porodowej sąsiedniego miasta Czeremchowo w regionie czeriemchowowskim.
Jego rodzicami byli Walentin Nikiticz Wampiłow i Anastasija Prokopjewna Wampiłowa-Kopyłowa. Ojciec, z narodowości Buriat, był pedagogiem, który wkrótce po narodzinach syna został aresztowany 17 stycznia 1938 roku i w tym samym roku 9 marca rozstrzelany na rozkaz trojki irkuckiego oddziału NKWD. W lutym 1957 roku został pośmiertnie rehabilitowany. Jego matka po śmierci męża została z czwórką dzieci (Michaiłem, Walentinem, bliźniakami Galiną i Władimirem) i kontynuowała pracę jako nauczycielka matematyki w liceum w Kutuliku, a wychowywaniem dzieci zajęła się jej matka, a babka pisarza (jej ojca brakowało, ponieważ również był represjonowany).
W latach 1955–1960 uczył się na wydziale historyczno-filologicznym na Państwowym Uniwersytecie w Irkucku. Na trzecim roku studiów zadebiutował jako pisarz opowiadaniem Piersidskaja sirien', które zostało opublikowane pod pseudonimem A. Sanin 1 października 1957 w gazecie „Irkuckij uniwiersitiet”. Drugie opowiadanie Stieczenije obstojatelstw zostało opublikowane w tej samej gazecie 4 kwietnia 1958 roku i następnie w almanachu „Angara”. Pod tym samym tytułem w 1961 roku Wampiłow wydał pierwszą książkę zawierającą humorystyczne opowiadania i dramaty.
W październiku 1959 roku, będąc na piątym roku, Wampiłow został pracownikiem obwodowej gazety „Sowietskaja mołodioż”. W niej pracował do lutego 1964 roku jako pracownik ds. literatury, kierownik oddziału, sekretarz. Opuszczając redakcję, pisarz nie zerwał z nią kontaktu i od czasu do czasu wyjeżdżał służbowo w jej imieniu.
W 1964 napisał pierwszy większy dramat - Rozstanie w czerwcu (autor wielokrotnie przerabiał utwór - znane są 4 warianty). Próby zainteresowania teatrów wystawieniem sztuki zakończyły się bez sukcesu. Przełom nastąpił dopiero w 1966 roku, gdy dramat został wystawiony na deskach Teatru Dramatu w Kłajpedzie dzięki młodemu białoruskiemu reżyserowi Wadimowi Dopkiunasowi. Sukces sztuki otworzył drzwi do kolejnych teatrów ZSRR - w 1970 roku dramat był wystawiany już w 8 teatrach, chociaż nie w tych w stolicach (dopiero po jego śmierci zaczęły być wystawiane m.in. w moskiewskim Teatrze im. Jermołowej i Teatrze im. Stanisławskiego oraz w leningradzkim Wielkim Teatrze Dramatycznym).
Jesienią 1965 roku, na wniosek Czitinskiego Seminarium Młodych Pisarzy, Wampiłow został przedstawiony jako kandydat do Związku Pisarzy ZSRR.

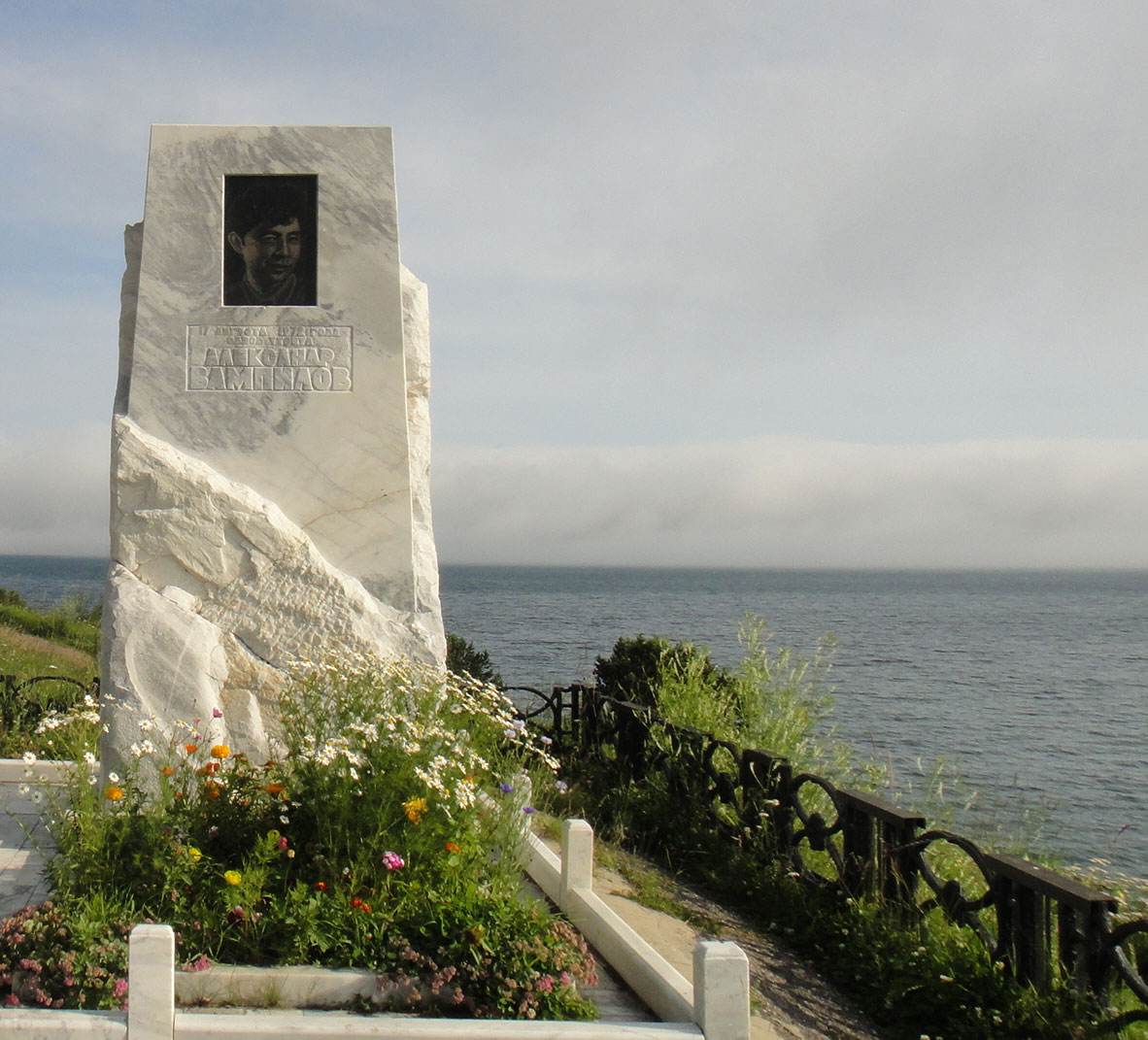
Pomnik Wampiłowa w Listwiance przy miejscu jego śmierci

17 sierpnia 1972, na dwa dni przed 35 urodzinami, Wampiłow zginął tragicznie - utonął w jeziorze Bajkał przy wypływie rzeki Angara (przewróciła się łódź motorowa). Został pochowany na Cmentarzu Radiszczewskim w Irkucku. Przy miejscu śmierci na brzegu jeziora Bajkał w osadzie Listwianka postawiono pamiątkowy pomnik.
Przez całą karierę literacką Wampiłow napisał ok. 70 opowiadań, dramatów, szkiców, artykułów i felietonów, a jego utwory zostały przetłumaczone m.in. na język angielski, białoruski, bułgarski, chiński, czeski, estoński, francuski, hiszpański, lezgiński, łotewski, mołdawski, mongolski, niemiecki, norweski, polski, rumuński, serbski, słowacki, węgierski.

## Wybrana twórczość[8]
Dramaty wieloaktowe
- 1966 - Rozstanie w czerwcu (ros. Прощание в июне)
- 1968 - Starszy syn (ros. Старший сын)
- 1970 - Polowanie na kaczki (ros. Утиная охота) – polskie tłumaczenie René Śliwowski
- 1972 - Zeszłego lata w Czulimsku (ros. Прошлым летом в Чулимске) - robocze nazwy dramatu: Walientina (ros. Валентина) i Leto krasnoje - ijun', ijul, awgust... (ros. Лето красное – июнь, июль, август…); polskie tłumaczenie Grażyna Strumiłło-Miłosz

Dramaty jednoaktowe
- 1963 - Dom z widokiem na pole (ros. Дом окнами в поле)
- Sto rublej nowymi dien'gami (ros. Сто рублей новыми деньгами) - pierwszy wariant dramatu 20 minut z aniołem
- Wroni gaj (ros. Воронья роща) – polskie tłumaczenie Grażyna Strumiłło-Miłosz
- 1970 - Anegdoty prowincjonalne (ros. Провинциальные анекдоты):
  - Przygoda z metrampażem (ros. История с метранпажем)
  - 20 minut z aniołem (ros. Двадцать минут с ангелом) – polskie tłumaczenie René Śliwowski
- Sukces (ros. Успех) – polskie tłumaczenie Grażyna Strumiłło-Miłosz
- 1972 - Niezrównany Nakoniecznikow (ros. Несравненный Наконечников) - utwór nieukończony; polskie tłumaczenie Irena Lewandowska

Krótkie scenki teatralne
- Miesiac w dieriewnie, ili Gibiel odnogo lirika (ros. Месяц в деревне, или Гибель одного лирика)
- Cwiety i gody (ros. Цветы и годы)
- Swidanje. Scenka iz nierycarskich wriemion (ros. Свидание. Сценка из нерыцарских времён)
- Kwartirant (ros. Квартирант)
- Kładbiszcze słonow (ros. Кладбище слонов)
- Process (ros. Процесс)
- Rafael (ros. Рафаэль)

Proza
- 1957 - Piersidskaja sirien' (ros. Персидская сирень) - debiut Wampiłowa, opowiadanie wydane pod pseudonimem A. Sanin
- 1958 - Stieczenije obstojatelstw (ros. Стечение обстоятельств)
- Iz zapisnych kniżek (ros. Из записных книжек)
- Pis'ma (ros. Письма)